# Paolo Gucci
Paolo Gucci (29 de marzo de 1931-10 de octubre de 1995) fue un empresario y diseñador de moda italiano. Fue el jefe de diseño y vicepresidente de Gucci. Se le atribuye el haber ayudado a diseñar el famoso logotipo de doble G de la marca.

## Primeros años y carrera
Paolo Gucci nació el 29 de marzo de 1931 en Florencia, hijo de Olwen Price y Aldo Gucci, que era hijo del fundador de Gucci, Guccio Gucci. Fue el jefe de diseño de Gucci a finales de la década de 1960. En 1978, su padre lo nombró vicepresidente de Gucci.
En 1980, Paolo empezó, en secreto, su propio negocio usando el nombre de Gucci sin decírselo a su padre ni a su tío Rodolfo, pero cuando ambos se enteraron, se enfurecieron y lo despidieron de Gucci en septiembre de ese mismo año. Además, su padre Aldo lo demandó, amenazando con cortar vínculos con cualquier proveedor de Gucci que firmara con Paolo.
En 1984, en forma de venganza, Paolo logró que su padre Aldo fuera destituido de la empresa con la ayuda de su primo Maurizio Gucci, quien recientemente se había convertido en el accionista mayoritario. Además, Paolo también informó al IRS sobre la evasión de impuestos de su padre. En 1986, Aldo fue sentenciado a un año y un día de prisión por evasión de impuestos. En 1987, Paolo vendió todas sus acciones de Gucci a Investcorp por 42,5 millones de dólares. Debido a gastar cantidades exageradas de dinero y haber tomado malas decisiones comerciales, se declaró en quiebra en el año de 1993.

## Vida personal
En 1952, Paolo Gucci se casó con Yvonne Moschetto y tuvo dos hijas con ella, Elisabetta y Patrizia. Su matrimonio se disolvió y, en 1977, se casó con la socialite británica Jenny Garwood y tuvo una hija con ella, Gemma Gucci. En 1990, se separó de su segunda esposa Jenny Garwood después de tener una aventura con Penny Armstrong, de 19 años. Tuvo dos hijos con ella fuera del matrimonio, Alyssa y Gabrielle. En 1994, pasó cinco semanas en prisión por no pagar la pensión alimenticia y la manutención de los hijos de su segunda esposa Jenny Garwood y su hija. Paolo Gucci murió en Londres el 10 de octubre de 1995, a los 64 años a causa de una hepatitis crónica en medio de un proceso de divorcio.

## En la cultura popular
En la película House of Gucci (2021), Paolo Gucci es interpretado por el actor estadounidense Jared Leto. En abril de 2021, la hija de Paolo, Patrizia Gucci, criticó la interpretación que hizo Leto de su padre en la película: “Horrible, horrible. Todavía me siento ofendida".